# پارک ملی قطرویه و منطقه حفاظت‌شده بهرام گور
پارک ملی قطرویه و منطقه حفاظت‌شده بهرام گور، منطقه‌ای حفاظت‌شده در شهرستان نی‌ریز و شهرستان سیرجان در مرز استان فارس و استان کرمان، در مثلث بین سه شهر قطرویه به فاصله ۱۰ کیلومتری شمال آن، شهر مشکان در فاصله ۱۵ کیلومتری جنوب شرقی و ۶۰ کیلومتری غرب شهر سیرجان واقع شده است. این منطقه، که در سال ۱۳۵۱ خورشیدی بنیان‌گذاری شده، ۴۰۸٬۰۱۷ هزار هکتار مساحت دارد و در بلندترین نقطه به ۲٬۷۸۷ متر می‌رسد. آب و هوای منطقه بهرام گور گرم و خشک است و حدود ۲۰۰ میلی‌متر در سال بارندگی دارد. اهمیت این منطقه به تنها جمعیت پایدار گورخر ایرانی ساکن در آن است.
این منطقه اولین زیستگاه گورخر در ایران است و در دهه ۶۰ تعدادی از گورخرهای این منطقه جهت تکثیر به پارک ملی توران استان سمنان و در سال ۷۶ از آنجا به استان یزد انتقال داده شده است. در ایران بیشترین تعداد آن در منطقه حفاظت‌شده بهرام گور شهرستان نی‌ریز استان فارس با ۱٫۲۳۶ رأس در مردادماه ۱۴۰۳ شمارش شد. در حال حاضر پارک ملی قطرویه و منطقه حفاظت‌شده بهرام گور تنها زیستگاه جمعیت پایدار گورخر در ایران است.

## تاریخچه حفاظت
این محدوده در سال ۱۳۵۱ به دلیل غنای زیستی به‌ویژه گورخر آسیایی با عنوان منطقه حفاظت‌شده بهرام گور تحت کنترل اداره کل حفاظت محیط زیست فارس قرار گرفت. نام این منطقه حفاظت‌شده از نام یکی از پادشاهان ساسانی ایران به نام بهرام گور که علاقه فراوانی به شکار گور داشته، گرفته شده است. در شهر قطرویه در نزدیکی منطقه، خرابه‌ای اکنون وجود دارد که به گفته اهالی این روستا، استراحتگاه بهرام گور در هنگام شکار بوده است. وسعت این منطقه در حال حاضر حدود ۴۲۰٬۰۰۰ هکتار است که یک پنجم آن منطقه امن اعلام شده و هر گونه ورود دام و تعلیف و بهره‌برداری در آن ممنوع است.
با توجه به وجود زیستگاه منحصر به فرد و همچنین وجود گونه در خطر انقراض گورخر ایرانی، قسمتی از ضلع غربی منطقه حفاظت‌شده بهرام گور طی مصوبه شماره ۲۹۸ شورای عالی محیط زیست (کمیسیون زیر بنائی دولت) مورخ ۱۳۸۶/۱۱/۱۲ به پارک ملی قطرویه ارتقا یافت.
وسعت کل منطقه در حال حاضر ۴۰۸٬۰۱۷ هکتار است که وسعت بوستان ملی قطرویه ۳۱٬۸۱۵ هکتار و وسعت منطقه حفاظت شده بهرام گور ۳۷۶٬۲۰۲ هکتار می‌باشد. بر پایه آخرین آمار رسمی سازمان حفاظت محیط زیست ایران، وسعت پارک ملی قطرویه ۲۱٬۷۸۵ هکتار و وسعت منطقه حفاظت‌شده بهرام گور ۳۷۲٬۱۷۵ هکتار است.

## حیات وحش
منطقه حفاظت‌شده بهرام گور گونه‌های جانوری متعدد و گوناگونی را در خود جای می‌دهد که گورخر ایرانی مهم‌ترین آنها است. از جمله دیگر مهره‌داران ساکن بهرام گور می‌توان به گربه‌سانانی چون سیاه‌گوش و گربه جنگلی اشاره کرد. در گذشته یوزپلنگ آسیایی نیز در منطقه زندگی می‌کرد که امروزه دیگر در آن پیدا نمی‌شود.
کل و بز، قوچ و میش، گورخر ایرانی، جبیر، گراز، روباه، گرگ، و کفتار از جمله پستانداران ساکن این منطقه هستند.
پرندگان در این منطقه از نظر تعداد گونه زیاد نیستند اما گونه‌های خاصی از پرندگان که شرایط زیستگاهی خشک و بیابانی را ترجیح می‌دهند و می‌توانند در اقلیم خشک زندگی کنند، در این محدوده وجود دارند. به علت عدم وجود تالاب و دریاچه و رودخانه، پرندگان آبزی و کنار آبزی در منطقه زیست نمی‌کنند ولی در سال‌های پرباران که آب در قسمت جنوب شرقی قطرویه بخشی از ارضی دشتی را فرا می‌گیرد، تعدادی از پرندگان آبزی به منطقه حفاظت‌شده بهرام گور مهاجرت می‌کنند. گونه‌هایی از پرندگان چون کبک، زاغ بور، هوبره، تیهو، باقرقره و انواع پرندگان شکاری را می‌توان در این منطقه یافت.
همچنین ز آنجا که بهرام گور منطقه خشک و نیمه‌کویری است، با بر خورداری از گونه‌های متعدد جوندگان و انواع حشرات محیط مناسبی را برای زیست تعدادی از خزندگان نظیر شتر مار شیرازی، افعی شاخدار، تیر مار، مار پلنگی، شتر مار، مار قیطانی، انواع سوسمار، مارمولک، بزمجه، لاکپشت مهمیزدار و همچنین دوزیستان و ماهی‌ها را به وجود آورده است.